# Luigi De Robertis
Luigi De Robertis (Ceglie del Campo, 16 giugno 1936 – Chicago, 13 agosto 2015) è stato un calciatore italiano, di ruolo ala.

## Carriera
Ha esordito in Serie A con la maglia del Bari il 21 settembre 1958 in Bari-Bologna (0-0).
Ha giocato nella massima serie anche con Palermo e Modena.
Nel 1967 si trasferì negli Stati Uniti dove giocò per i Chicago Spurs, con cui ottenne il terzo posto della Western Division della NPSL, mancando la qualificazione per la finale della competizione.
La stagione seguente De Robertis, a seguito del trasferimento degli Spurs a Kansas City, gioca nei Kansas City Spurs, con cui giunge alle semifinali della neonata NASL.